# Richard Mille

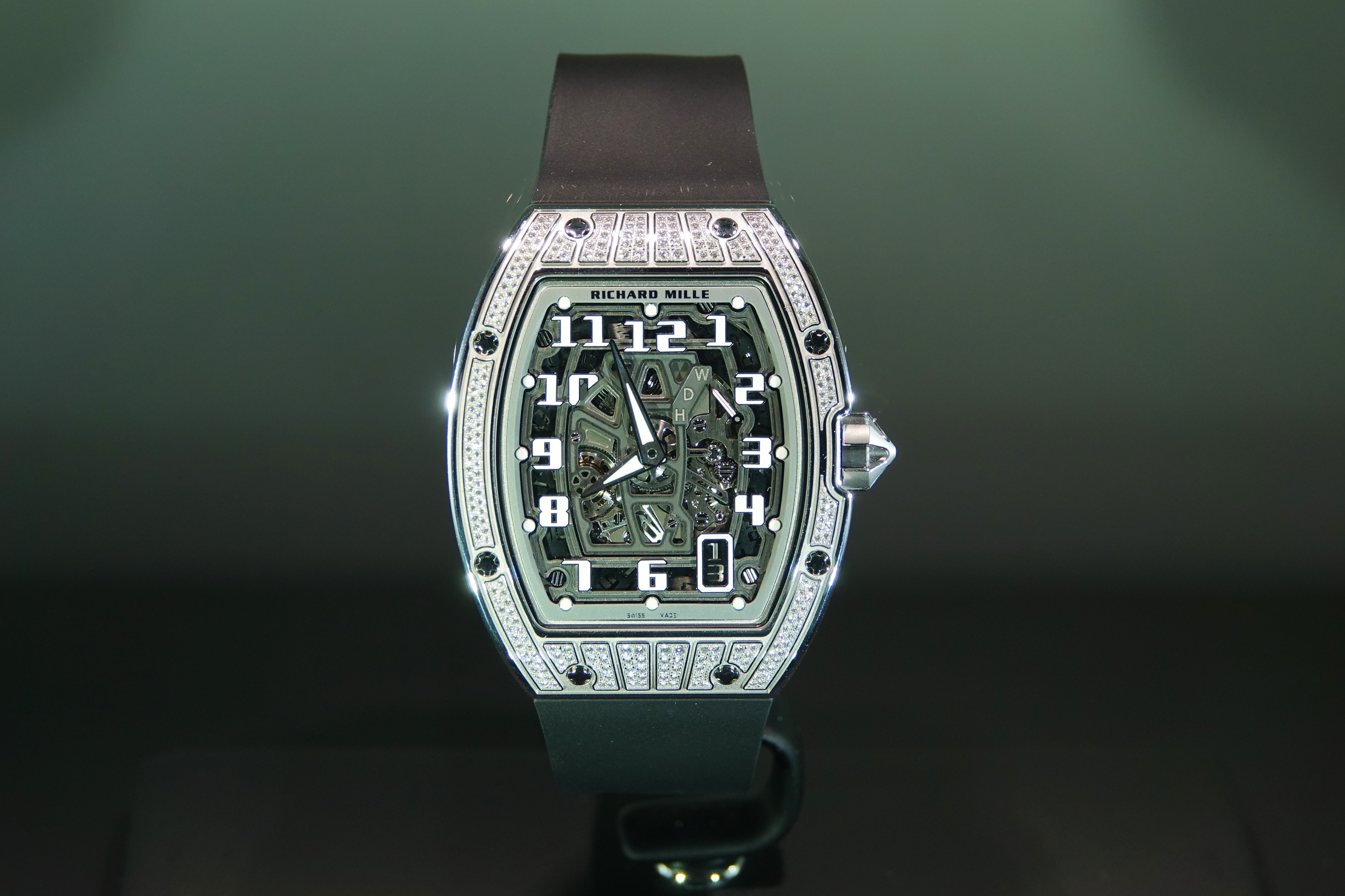
Automatikuhr «RM 67-01 Automatic Extra Flat» (2016)

Richard Mille ist eine Schweizer Uhrenmanufaktur, die Uhren im oberen Preissegment fertigt. Das Unternehmen wurde 1999 vom gleichnamigen Franzosen in Les Breuleux gegründet.

## Geschichte
Nach seinem Studium in Marketing war Richard Mille zuerst bei LVMH und Renaud & Papi (heute Audemars Piguet) tätig. 1999 gründete Richard Mille unter dem Namen Horométrie SA eine Uhrenmanufaktur in Les Breuleux. Nachdem zuerst nur Herrenuhren gefertigt worden waren, präsentierte die Firma 2005 die erste Damenuhr. Ausserdem wurde die erste Boutique in Hongkong eröffnet. In den folgenden Jahren wurde das Filialnetz auf rund 30 Standorte ausgebaut.